# Pável Sujói
Pável Ósipovich Sujói (en bielorruso, Пáвел Во́сіпавіч Сухі́; en ruso, Пáвел Óсипович Сухóй), nacido el 10 de julio/22 de julio de 1895 en Glybókaye (Glubókoye), cerca de Vítebsk (hoy en Bielorrusia, entonces Gobernación de Vilna del Imperio ruso) - fallecido el 15 de septiembre de 1975 en Moscú, URSS. Fue el creador del centro de estudios aeronáuticos Sujói.
Tras cursar estudios técnicos en Moscú sirve en el ejército durante la Primera Guerra Mundial. Una vez acabada la guerra y ya licenciado, presenta en 1925 su tesis, titulada "avión caza monomotor de 300 CV", realizada bajo la dirección de Andréi Túpolev. Comienza entonces su carrera como diseñador en el Instituto Central de Aerohidrodinámica (TsAGI), pero en 1932 es ya jefe del gabinete de estudios de Túpolev y en 1938 dirige el de diseño.
En septiembre de 1939, funda una oficina de proyectos independiente en Járkov siendo trasladada posteriormente a aeródromos de Moscú y su región (o Podmoskóvye) a mediados de 1940. En 1942 su proyecto Su-6 fue descartado en favor del Ilyushin Il-2.
Sujói fue el creador del bombardero de largo alcance "RD" más conocido con el nombre de ANT-25 o DB-1 (vuelo récord de Valeri Chkálov), del bimotor Ródina DB-2 con el que las aviadoras soviéticas Valentina Grizodúbova, Polina Osipenko y Marina Raskova completaron en 1938 su travesía récord Moscú-Extremo Oriente.
Los aviones de ataque a tierra diseñados por Sujói fueron el Su-17 y el Su-24. Su último avión de combate diseñado fue el T-10, fabricado con el código Su-27, pero no vivió lo suficiente para verlo volar. El 25 de diciembre de 1975 Sujói recibió a título póstumo la Medalla de Oro de la Academia de Ciencias de la Unión Soviética por el conjunto de su obra.

Nota: Las fechas dobles indican en primer lugar la fecha según el calendario juliano en vigor hasta la Revolución de Octubre (1917) y en segundo lugar, la fecha según el calendario gregoriano, utilizado en los países occidentales desde los siglos XVI / XVIII.
Familia: David Suchoj, Daizi Suchoj (necesidad de información)
- Datos: Q310347
- Multimedia: Pavel Sukhoi / Q310347